# Diodoro (nombre)
Diodoro es un nombre propio masculino de origen griego en su variante en español. Proviene del griego Διόδωρος (Diódôros), que significa «don de Zeus», de Διός (Dios), genitivo de Zeus, y δώρον (dôron), «don, regalo».

## Santoral
1 de diciembre: San Diodoro, mártir en Panfilia.

## Variantes
- Femenino: Diodora.

| Variantes en otras lenguas | Variantes en otras lenguas |
| -------------------------- | -------------------------- |
| Español                    | Diodoro                    |
| Alemán                     | Diodor                     |
| Armenio                    | Դիոդորոս (Diodoros)        |
| Búlgaro                    | Диодор (Diodor)            |
| Catalán                    | Diodor                     |
| Checo                      | Diodor                     |
| Danés                      | Diodor                     |
| Esperanto                  | Diodoro                    |
| Euskera                    | Dudor                      |
| Francés                    | Diodore                    |
| Georgiano                  | დიოდორუს (Diodorus)        |
| Griego                     | Διόδωρος (Diódôros)        |
| Holandés                   | Diodorus                   |
| Inglés                     | Diodorus                   |
| Italiano                   | Diodoro                    |
| Latín                      | Diodorus                   |
| Lituano                    | Diodoras                   |
| Noruego                    | Diodorus                   |
| Polaco                     | Diodor                     |
| Portugués                  | Diodoro                    |
| Ruso                       | Диодор (Diodor)            |
| Sardo                      | Diadòru                    |
| Serbio                     | Диодор (Diodor)            |
| Siciliano                  | Diudoru                    |
| Sueco                      | Diodorus                   |
| Ucraniano                  | Діодор (Diodor)            |